# Алексей Абрикосов (физик)
Алексей Алексеевич Абрикосов е руски и американски физик-теоретик, носител на Нобелова награда за физика за 2003 г., познат със своите приноси в областта на физиката на кондензираната материя.

## Биография
Роден е на 25 юни 1928 г. в Москва, СССР. Завършва Московския държавен университет през 1948. Защитава кандидатска дисертация през 1951 върху разпространението на топлината в плазма и докторска (1955) за квантовата електродинамика на обекти с висока енергия. Става гражданин на САЩ през 1999 г.

## Научна работа
Известно негово откритие е начинът, по който магнитният поток навлиза в свръхпроводник. Явлението се нарича свръхпроводимост от II тип, а съответстващото подреждане на магнитните силови линии се нарича вихрообразна решетка на Абрикосов.